# Sh2-82
Der kleine Trifidnebel, auch kleiner Kokonnebel genannt, (Sh2-82) ist eine HII-Region und Reflexionsnebel im Sternbild Sagitta.
Der Emissionsnebel ist wahrscheinlich etwa 3000 Lichtjahre von der Erde entfernt.